# خانه حسین عزت شکوری
خانه آقای حسین عزت شکوری در شهرستان فومن، شهرک ماسوله واقع شده و این اثر در تاریخ ۲۵ اسفند ۱۳۸۰ با شمارهٔ ثبت ۵۳۲۴ به‌عنوان یکی از آثار ملی ایران به ثبت رسیده است.